# UCSD Pascal

Logo von UCSD Pascal Version IV

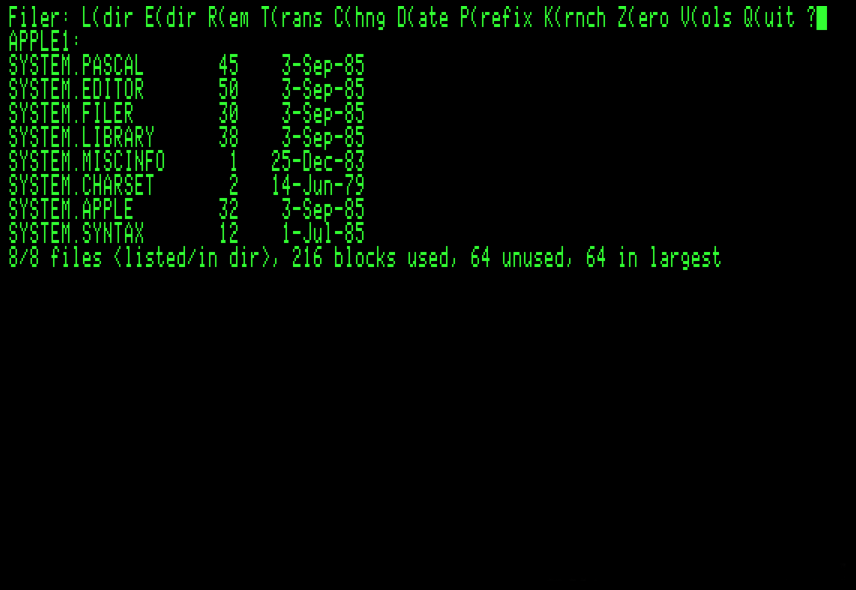
Der Dateimanager Filer

UCSD Pascal ist eine Version der Programmiersprache Pascal, die von der University of California, San Diego (UCSD) zur Unterstützung der Programmierausbildung und zur Entlastung der Großrechenanlage der Universität entwickelt wurde. Die ursprüngliche Plattform war ein DEC LSI-11. Das UCSD p-System auf Basis einer virtuellen Maschine, des P-Codes, entwickelte sich zu einem Betriebssystem-Standard, der für verschiedene Computer verfügbar war; u. a.:
- Apple II: Apple Pascal[2]
- Apple III: Apple /// Pascal
- Texas Instruments TI-99/4A: P-Code-Interpreterkarte
- CBM 8096: CBM 8032#Peripherie und Software
- BBC Micro: Model B mit 6502 Second Processor
- HP 9000: Series 200[3]
- Amiga: Power System™
- Macintosh[4]